# Temesvár-Nyugati pályaudvar
Temesvár-Nyugati pályaudvar (korábban Szabadfalu ill. Flavia, románul: Gara de Vest) Temesvár egyik vasútállomása a Temesvár–Torontálkeresztes-vasútvonalon. A város nyugati részén, Szabadfaluban található.

## Történelem
Az 53 km hosszú Temesvár–Módos-vasútvonalon 1897. július 31-én indult meg a forgalom. Állomásépülete eredetileg oldalszárnnyal bővített HÉV negyedosztályú állomásépület volt.
Az 1939-es román menetrendben Flavia néven szerepel. Az állomást később kb. 900 méteres kitérőhosszal jelentősen átépítették. Új felvételi épület is épült, a korábbitól kb. 450 m-re keletre. A régi épület az állomás déli váltókörzeténél áll.

## Vasútvonalak
- 926 Temesvár–Torontálkeresztes-vasútvonal